# 부왕 (고조선)
부왕(否王, 기원전 3세기) 또는 비왕(丕王, 생몰년 미상, 재위: 기원전 232년~기원전 208년)은 고조선의 왕이다. 진 시황제(秦始皇帝)가 중국을 통일할 무렵에 재위하였으며, 진나라에 신속(臣屬)하였다고 한다.

## 생애
즉위한 시기는 알 수 없다. 보통 그의 재위기간은 기원전 250년 ~ 기원전 200년로 추정하고 있다.
《삼국지》의 기록에 따르면, 기원전 214년, 시황제가 몽염을 시켜 만리장성을 쌓게 하여 요동에까지 이르자 진나라가 쳐들어 올 것을 두려워해 진나라에 복종하였다고 한다. 그러나 조회하러 진나라로 들어가지는 않았다고 하며, 명목상으로만 속국을 칭하였던 것으로 추측된다. 이후 얼마 지나지 않아 부왕은 죽고 아들 준(準)이 즉위하였다.

## 혈통
《삼국지》에는 부왕의 아들 준왕을 기자의 40여세손이라 기록하고 있다. 이는 기자조선(箕子朝鮮) 문제와 함께 많은 논란의 대상이다. 조선 시대에는 부왕을 기자의 후손으로 인정하여 기부(箕否)라 칭하고 있으나, 근대 이후에는 기자조선의 실존 여부가 부정되면서 특정한 혈통을 상정하지 않은 채 부왕이라 부르는 것이 일반적이다. 신채호는 기자가 불조선(番韓)의 군주가 되었고, 부왕, 준왕은 기자의 후손으로 불조선의 군주라 주장하기도 하였다.

## 같이 보기
- 위만조선
- 고조선
- 준왕